# یواخیم کسف
یواخیم کسف (انگلیسی: Joachim Kessef؛ زاده ۱۲ مارس ۱۹۷۶) یک بازیگر پورنوگرافی است.